# Alpska možina
 Alpska možina, tudi kraljica Alp, (znanstveno ime Eryngium alpinum) je do meter visoka roža, ki jo uvrščamo v družino kobulnic. Alpska možina je ena tistih endemičnih rastlinskih vrst, ki na nekaterih nahajališčih izginja, njena ogroženost se zmanjšuje.

## Opis
Alpska možina je hemikriptofiti, njeni prezimni popki se nahajajo tik pod površjem zemlje, cvetlična os je bolj ali manj pokončna z nekaj listi. Korenine so globoke in močne.
Stebla so posamična in pokončna, navadno s tremi vejami na vrhu in z vzdolžnimi vijoličastimi črtami. Ta rastlina običajno doseže višino približno 30–70 cm in največ 100 cm. Pritlični listi so ovalni ali v obliki srca, 10–15 centimetrov široki in 13–17 centimetrov dolgi, nazobčani in z dolgim listnim pecljem. Stebelni listi so proti vrhu stebla vedno globlje nazobčani
Socvetja so kobulasta in kratkovaljasta na vrhu glavne veje. So svetlo zeleni pri bazi in s trdimi, ščetinastimi lističi storžka jekleno modre do modro vijoličaste barve. So dolga približno 4 cm in premera 2 cm, obdana s pernato narezanimi lističi, dolgimi do 25 cm. Notranji cvetovi so dolgi približno 2 mm. Obodni cvetovi so sterilni, notranji cvetovi so hermafroditi. Obe vrsti cvetov, obodni in notranji, sta zvezdasto simetrični in s petimi cvetnimi listi. Cvetove oprašijo žuželke. Plodovi so pokovci (rožka oz. ahena), ki razpadejo v 2 enosemenska delna plodiča, ki imata neizrazita vzdolžna rebra z luskami in zgrbančeno vmesno površino.
Raste od Primorskih Alp do Vorarlberga, v gorah zahodne Slovenije in s prekinitvami na severnem delu Balkanskega polotoka, v sestojih visokih steblik, na vlažnih tratah. Vedno na apnenčastih tleh in nad 1500 m nadmorske višine.

## Gojenje
Alpska možina se goji kot okrasno rastlino zaradi svoje modre in vijolične barve. Zahteva suho, dobro odcedna tla in polno sonce. Na trgu je tudi nekaj vrtnarskih oziroma gojenih sort, med njimi najbolj znana 'Blue Star'.

## Galerija
- Eryngium alpinum iz Atlas der Alenflora, 1882
- Kultivar
- Socvetje

## Alpska možina v Sloveniji
Cveti od julija do septembra. Raste na nekoliko bolj vlažnih tleh po skoraj celotni v Sloveniji, od nižine do višjih predelov.
V Sloveniji je zavarovana z Uredbo o zavarovanih prosto živečih rastlinskih vrstah.

## Zavarovanje
Populacija v naravi je v zatonu zaradi čezmernega nabiranja za okrasne namene in degradacije habitata za rekreacijo in pašo. Pojavila so se že številna lokalna izumrtja.